# Inforserveis
Inforserveis S.L. és una empresa catalana, amb seu a Manresa, especialitzada en el desenvolupament de programari per al sector de l'automoció (tallers, concessionaris, grups d'automoció, marques). L'empresa va ser fundada per Joaquín Barca, l'any 1987 a Barcelona, i l'any 1992 ja es va ubicar a la capital del Bages. I des del 2009 està dirigida per l'actual director, Pau Barca i Coll.
Actualment, el seu producte principial és Cloud Active Reception (CAR), software enfocat a la digitalització de la post-venda en els concessionaris i tallers.

## Història
L'empresa en els seus inicis l'any 1987 es focalitzava en el software de gestió i la venda de maquinari per a diferents sectors, i al llarg dels anys es van anar centrant en el sector de l'automoció.
A partir de l'any 1995 l'empresa va desenvolupar els productes Multiempresa i Multimarca w32, dos ERP, el primer de tipus generalista, i el segon molt centrat en el sector d'automoció, concretament en els concessionaris de vehicles (actualment, principals clients de la firma manresana).
L'any 2002 l'empresa va començar la seva internacionalització, en començar a distribuir el software a Mèxic, establint-hi una seu l'any 2006, i on actualment té una quota de merca del 10% dels concessionaris del país.
El relleu generacional a l'empresa es va començar l'any 2009, amb la incorporació de Pau Barca i Coll, actual executiu en cap de l'empresa.
El 2013 l'empresa va obrir un nou focus de negoci amb el desenvolupament d'un nou producte, Cloud Active Reception (CAR), software enfocat a la digitalització de la post-venda en els concessionaris i tallers, abarcant des de la gestió de pressupostos, recepció de vehicles, gestió de les recepcions, comunicació amb el client, CRM, etc. Aquest nou software actualment està homologat pel grup Volkswagen a escala mundial.
L'any 2015 l'empresa va estar present al Saló de l'Automòbil de Barcelona, i l'any sobre va participar en el Innovation Forum, a la ciutat alemanya de Heidelberg, escollida entre les 20 finalistes

## Presència comercial actual
Mercats principals:
- Espanya
- França
- Mèxic

Altres mercats:
- Israel
- Itàlia
- Marroc
- R.D. del Congo
- Costa d'Ivori